# Hans Wedemeyer
Hans Wedemeyer (* 29. Dezember 1922 in Hannover; † 1. Juli 1982) war ein deutscher Ministerialbeamter.
Wedemeyer amtierte von 1970 bis 1974 als Staatssekretär im Kultusministerium des Landes Niedersachsen.
Von 1970 bis 1973 nahm er als Staatssekretär Niedersachsens Stimme im Stiftungsrat des Instituts für Zeitgeschichte wahr.